# Poder Judiciário do Brasil
O Poder Judiciário do Brasil é o agrupamento dos órgãos públicos com os quais ocorre a atribuição constitucional brasileira da função jurisdicional, o poder judiciário.
Há quatro tribunais superiores:
Superior Tribunal de Justiça (STJ), Tribunal Superior do Trabalho (TST), Superior Tribunal Militar (STM) e  Tribunal Superior Eleitoral (TSE); suas respectivas sedes ficam localizadas na Praça dos Tribunais Superiores, em Brasília (DF).
O poder judiciário nacional conta ainda com tribunais regionais federais e juízes federais bem como por tribunais militares e seus respectivos juízes.
Ao Supremo Tribunal Federal (STF) compete guardar a Constituição.
O número de ministros são: 11 no STF, 33 (mínimo) no STJ, 27 no TST, 7 no TSE e 11 para o STM.
O poder judiciário estadual e distrital é desempenhado pelos Tribunais de Justiça, além das comarcas que agregam um pequeno número de municípios além do município-sede, visto que nenhuma cidade possui poder judiciário independente.
Segundo a Constituição Federal e constituições estaduais, somente a União e as unidades federativas devem possuir o Poder Judiciário.

## Funções
Em geral, os órgãos judiciários brasileiros exercem dois papéis. O primeiro, sua função típica, é a função jurisdicional, também chamada jurisdição. Trata-se do poder-dever e da prerrogativa de compor os conflitos de interesses em cada caso concreto, por meio de um processo judicial, com a aplicação de normas gerais e abstratas, transformando os resultados das ações em lei (fenômeno da coisa julgada material).
Uma das manifestações ou espécies da jurisdição se dá no controle de constitucionalidade. Tendo em vista que as normas jurídicas só são válidas se conformarem à Constituição Federal de 1988, a ordem jurídica brasileira estabeleceu um método para evitar que atos legislativos e administrativos contrariem regras ou princípios constitucionais. A Constituição Federal adota, para o controle da constitucionalidade, dois sistemas: 1º difuso—todos os órgãos do Poder Judiciário investidos de jurisdição (visto que o CNJ não possui jurisdição) podem exercê-lo e suas decisões a esse respeito são válidas apenas para o caso concreto que apreciam; 2º concentrado—em alguns casos, os ocupantes de certos cargos públicos detêm a prerrogativa de arguir a inconstitucionalidade de lei ou ato normativo, federal ou estadual, perante o Supremo Tribunal Federal, por meio de ação direta de inconstitucionalidade. Nesse caso, a decisão favorável ataca a lei ou ato normativo em tese. Analogamente, há outros agentes públicos legitimados à arguição de inconstitucionalidade de lei ou ato normativo estadual ou municipal, em face de dispositivos da Constituição Estadual, perante o respectivo Tribunal de Justiça.
Dessa forma, o sistema de controle de constitucionalidade brasileiro é híbrido, ou seja, combina elementos originados na doutrina estadunidense (controle difuso) com outros inspirados no direito europeu continental (controle concentrado, também chamado austríaco). Além da jurisdição, o Judiciário também pratica a função administrativa, no trato de seus assuntos internos e participam, eventualmente, do processo legislativo, em alguns casos, por iniciativa de leis.

## Classificação dos órgãos
Os órgãos judiciários brasileiros podem ser classificados quanto ao número de julgadores (órgãos singulares e órgãos colegiados), quanto à matéria (órgãos da justiça comum e órgãos da justiça especial) e quanto ao ponto de vista federativo (órgãos estaduais e órgãos federais).
Assim, um Tribunal Regional Federal é órgão colegiado, enquanto que um juiz federal é considerado órgão singular. Da mesma maneira, o Tribunal de Justiça de um estado é órgão colegiado, sendo o juiz de Direito um órgão singular.
Os Tribunais Estaduais e juízes estaduais, os Tribunais Regionais Federais e os juízes federais são considerados órgãos de justiça comum. Já o Tribunal Superior do Trabalho, Tribunal Superior Eleitoral e Superior Tribunal Militar formam a justiça especializada, os quais julgam matéria de sua área de competência: Trabalhista, Eleitoral ou Militar. Eles recebem, respectivamente, recursos dos tribunais inferiores (Tribunais Regionais do Trabalho e Tribunais Regionais Eleitorais) e da Auditoria Militar. Na primeira instância, há os juízes monocráticos, chamados de juízes de direito na Justiça organizada pelos estados; juízes federais, juízes eleitorais ou juízes do trabalho, na Justiça Federal, Eleitoral e do Trabalho; e juízes auditores, na Justiça Militar.

## Poder Judiciário Federal
De acordo com a Constituição Federal, os órgãos que exercem o Poder Judiciário na esfera federal são:
- Supremo Tribunal Federal;
- Conselho Nacional de Justiça (ausência de função jurisdicional, somente funções administrativas);
- Superior Tribunal de Justiça;
- Superior Tribunal Militar;
- Tribunal Superior do Trabalho;
- Tribunal Superior Eleitoral;
- Tribunais Regionais Federais e juízes federais;
- Tribunais e juízes do Trabalho;
- Tribunais e juízes eleitorais;
- Tribunais e juízes militares;

Organizados por matéria, há:
- Justiça Comum:
  - Supremo Tribunal Federal (4ª e última instância e tribunal constitucional)
  - Conselho Nacional de Justiça (somente funções administrativas)
  - Justiça Federal
    - Superior Tribunal de Justiça (3ª instância da Justiça Federal)
      - Tribunais Regionais Federais (2ª instância da Justiça Federal)
        - Juízes Federais (1ª instância da Justiça Federal, titular de uma Seção Judiciária/Vara Federal
- Justiça Especializada:
  - Justiça Militar
    - Superior Tribunal Militar (3ª instância da Justiça Militar)
      - Tribunais de Justiça Militar Estaduais (2ª instância da Justiça Militar)
        - Auditorias Militares (1ª instância da Justiça Militar)

  - Justiça Eleitoral
    - Tribunal Superior Eleitoral (3ª instância da Justiça Eleitoral)
      - Tribunais Regionais Eleitorais (2ª instância da Justiça Eleitoral)
        - Juízes e Juntas Eleitorais (1ª instância da Justiça Eleitoral)

  - Justiça do Trabalho
    - Tribunal Superior do Trabalho (3ª instância da Justiça do Trabalho)
      - Tribunais Regionais do Trabalho (2ª instância da Justiça do Trabalho)
        - Varas do Trabalho (1ª instância da Justiça do Trabalho).

### Supremo Tribunal Federal

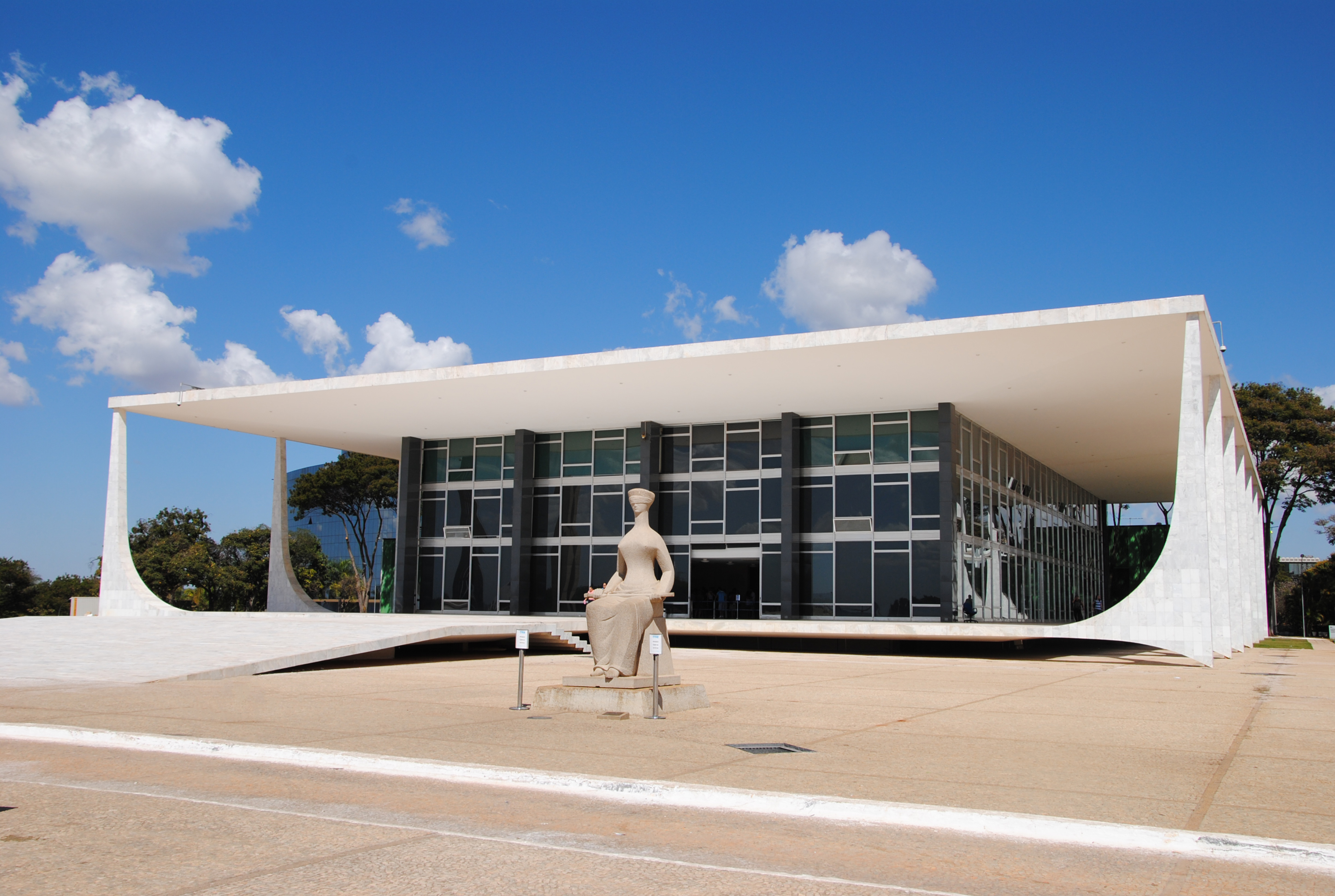
Sede do Supremo Tribunal Federal, em Brasília.

O Supremo Tribunal Federal é a mais alta instância do poder judiciário brasileiro é constituído por onze juízes, designados pelo presidente do Brasil, após consentimento da maioria do Senado, selecionados dentre os cidadãos brasileiros natos com cerca de 35 anos e aquém de 65, possuidores de eminente erudição jurídica e irrepreensível reputação.
Sua incumbência é amplamente abrangente. Além dos meios comuns e excepcionais, incumbe-lhe analisar e decidir primordialmente diversas demandas, dentre as quais:
- Os delitos habituais do presidente do Brasil e seu vice, os congressistas, dos ministros de Estado, do procurador-geral da República e dos juízes dos Tribunais Superiores e do Tribunal de Contas;
- diversas ocorrências de crimes de responsabilidade;
- As disputas entre países estrangeiros ou entidades internacionais e a União ou ente federativo;
- A extradição solicitada por um país estrangeiro;
- a ação direta de inconstitucionalidade de decreto ou regulamento da União, ou dos estados.

### Conselho Nacional de Justiça

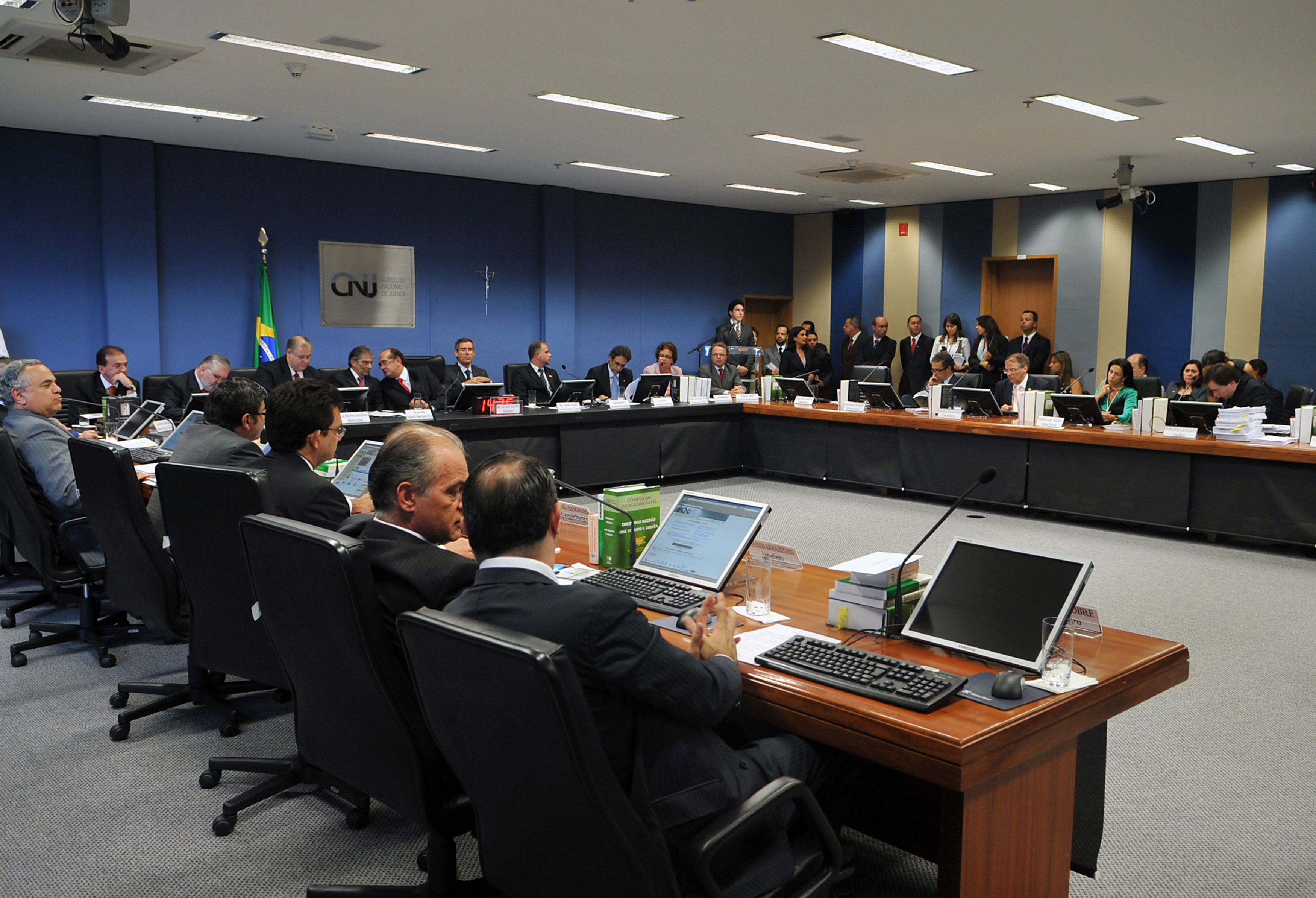
Sessão Plenária do Conselho Nacional de Justiça em 2010.

O Conselho Nacional de Justiça foi fundado pela emenda constitucional nº 45, de 30 de dezembro de 2004 e sua inauguração ocorreu em 14 de junho de 2005. Sua atribuição principal é o controle da atuação da administração e das finanças dos órgãos do poder Judiciário brasileiro. Também se encarrega de supervisionar o desenvolvimento das funções dos juízes.

### Superior Tribunal de Justiça

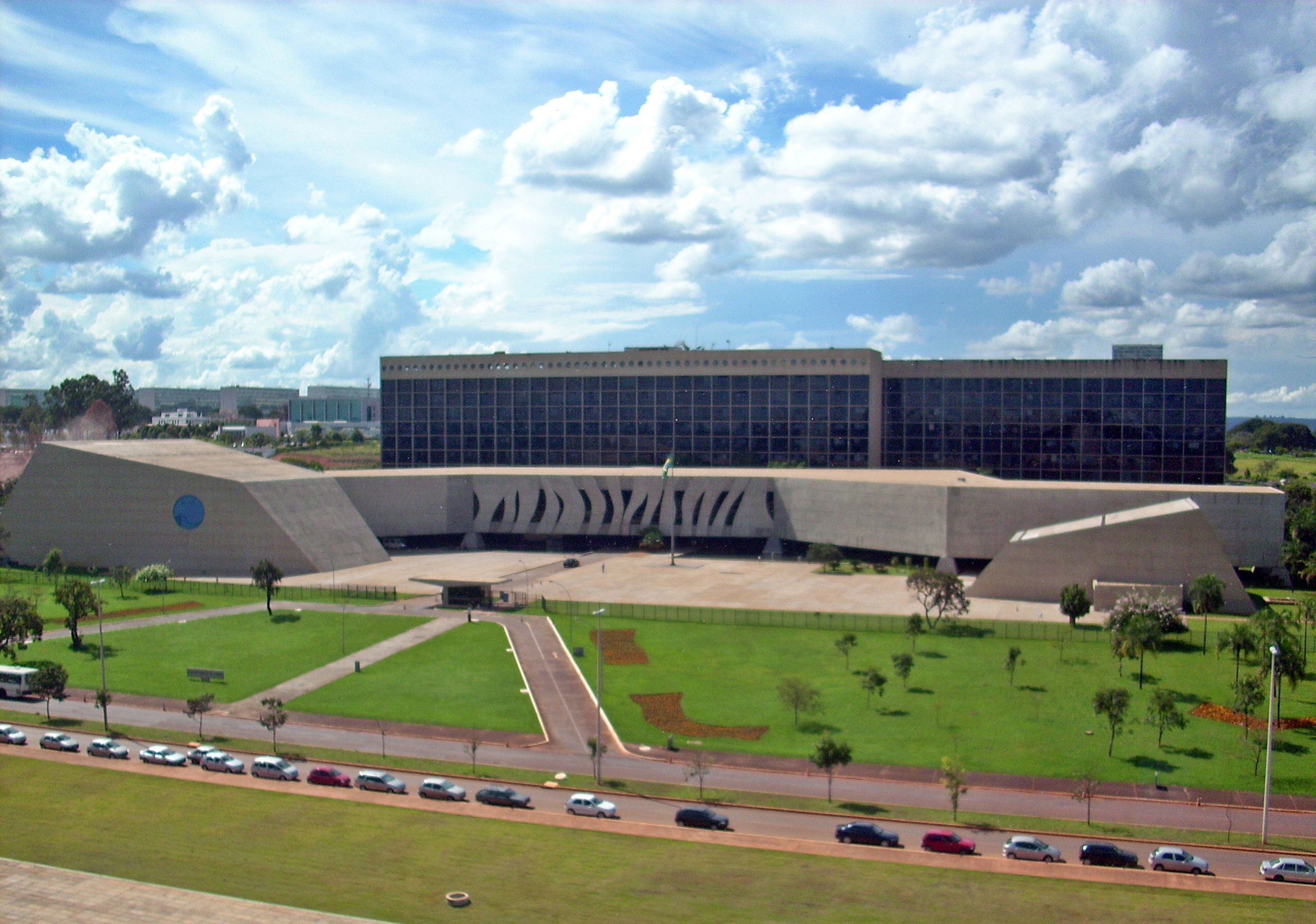
Sede do Superior Tribunal de Justiça, em Brasília.

Este órgão foi fundado pela carta magna de 1988. É constituído por, no mínimo, 33 juízes, designados pelo presidente do Brasil, após aval do Senado Federal, e selecionados entre indivíduos brasileiros com mais de 35 anos e menos de 65, de notório saber jurídico e idoneidade inquestionável.
Sua responsabilidade é bastante ampla. Além dos recursos comuns e singulares, compete-lhe julgar imediatamente diversos litígios, dentre as quais sobressaem, por exemplo:
- os delitos habituais dos governadores das unidades federativas;
- os mandados de segurança, os "habeas data", os mandados de injunção em oposição a decisões de ministros de Estado ou do respectivo tribunal;
- Disputas de jurisdição entre autoridades executivas e judiciais de um ente federativo e administrativas de outro, ou do Distrito Federal, ou entre as deste e da União são possíveis.

Ao lado do Superior Tribunal de Justiça, opera o Conselho da Justiça Federal, incumbido da fiscalização administrativa e financeira da Justiça Federal em primeiro e segundo graus.

### Tribunais Regionais Federais

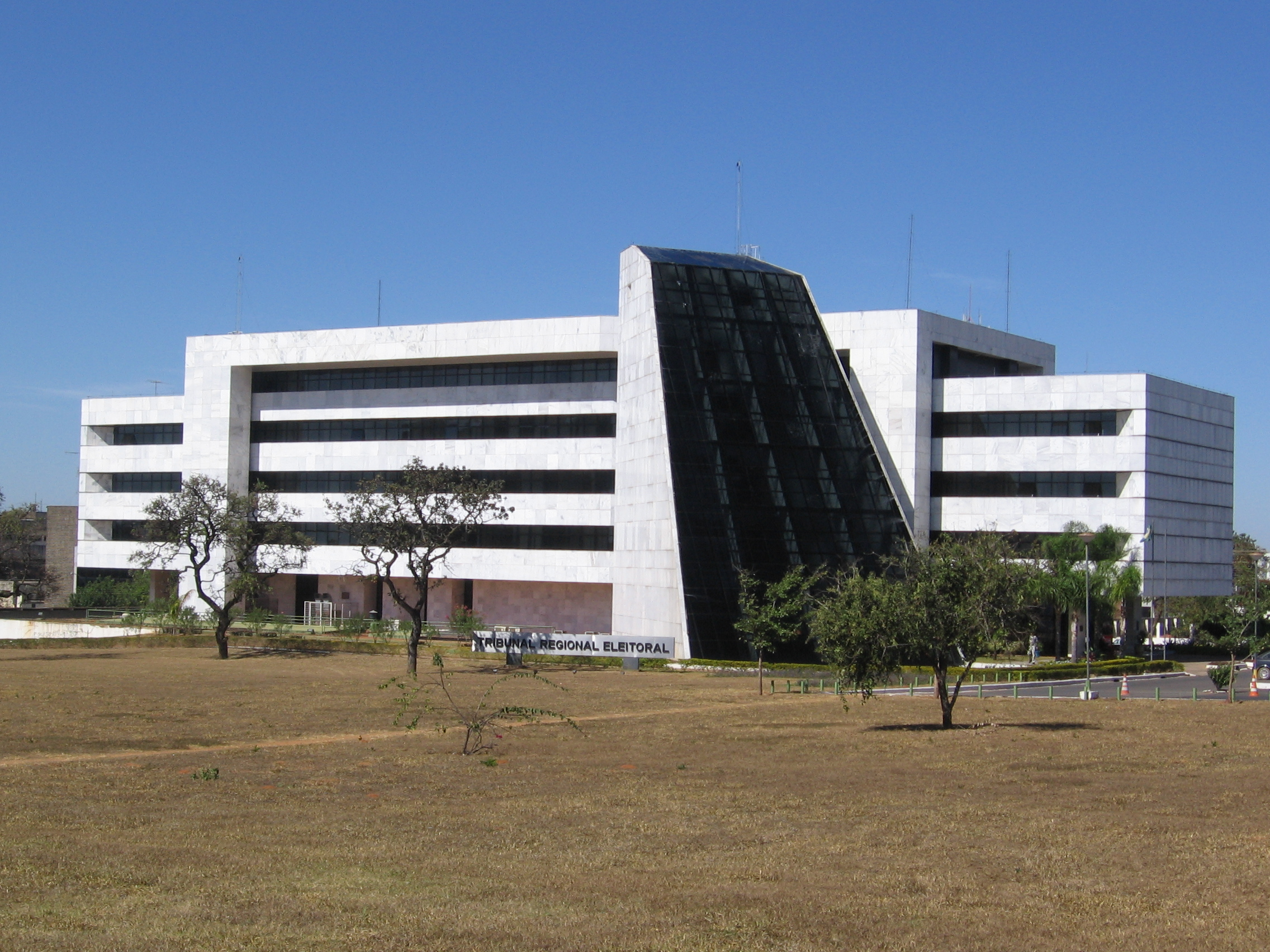
Tribunal Regional Eleitoral do Distrito Federal em Brasília, capital da República Federativa do Brasil.

Os Tribunais Regionais Federais são constituídos de, pelo menos, sete juízes, selecionados pelo presidente do Brasil dentre cidadãos brasileiros com idade superior a trinta e inferior a setenta e cinco anos, escolhidos de uma lista de três nomes, preparada pelo próprio Judiciário.
Incumbe aos Tribunais Regionais Federais a decisão sobre apelações interpostas em face das decisões proferidas pelos juízes federais no âmbito de sua competência territorial, bem como a determinação de demandas provenientes de diversas naturezas, dentre as quais sobressaem:
- Os crimes de responsabilidade dos magistrados da União dentro de sua esfera de competência, incluindo os da Justiça Militar e do Trabalho;
- os mandados de segurança, os "habeas data" e os mandados de injunção em oposição a determinações do mesmo Tribunal ou de Juiz Federal.

### Justiça do Trabalho, Eleitoral e Militar
Cabe à Justiça do Trabalho, composta pelos juízes singulares que exercem a jurisdição e o mandato vitalício nas Varas do Trabalho, mediar e deliberar sobre os conflitos pessoais e grupais dentre os funcionários e os patrões, incluindo os da administração pública direta e indireta, dos municípios, dos entes federativos e da União e, segundo as disposições legais, demais polêmicas resultantes da relação de emprego.
"Frustrada a negociação coletiva, as partes poderão eleger árbitros.
Recusando-se qualquer das partes à negociação coletiva ou à arbitragem, é facultado às mesmas, de comum acordo, ajuizar dissídio coletivo de natureza econômica, podendo a Justiça do Trabalho decidir o conflito, respeitadas as disposições mínimas legais de proteção ao trabalho, bem como as convencionadas anteriormente.
Em caso de greve em atividade essencial, com possibilidade de lesão do interesse público, o Ministério Público do Trabalho poderá ajuizar dissídio coletivo, competindo à Justiça do Trabalho decidir o conflito." (artigo 114)

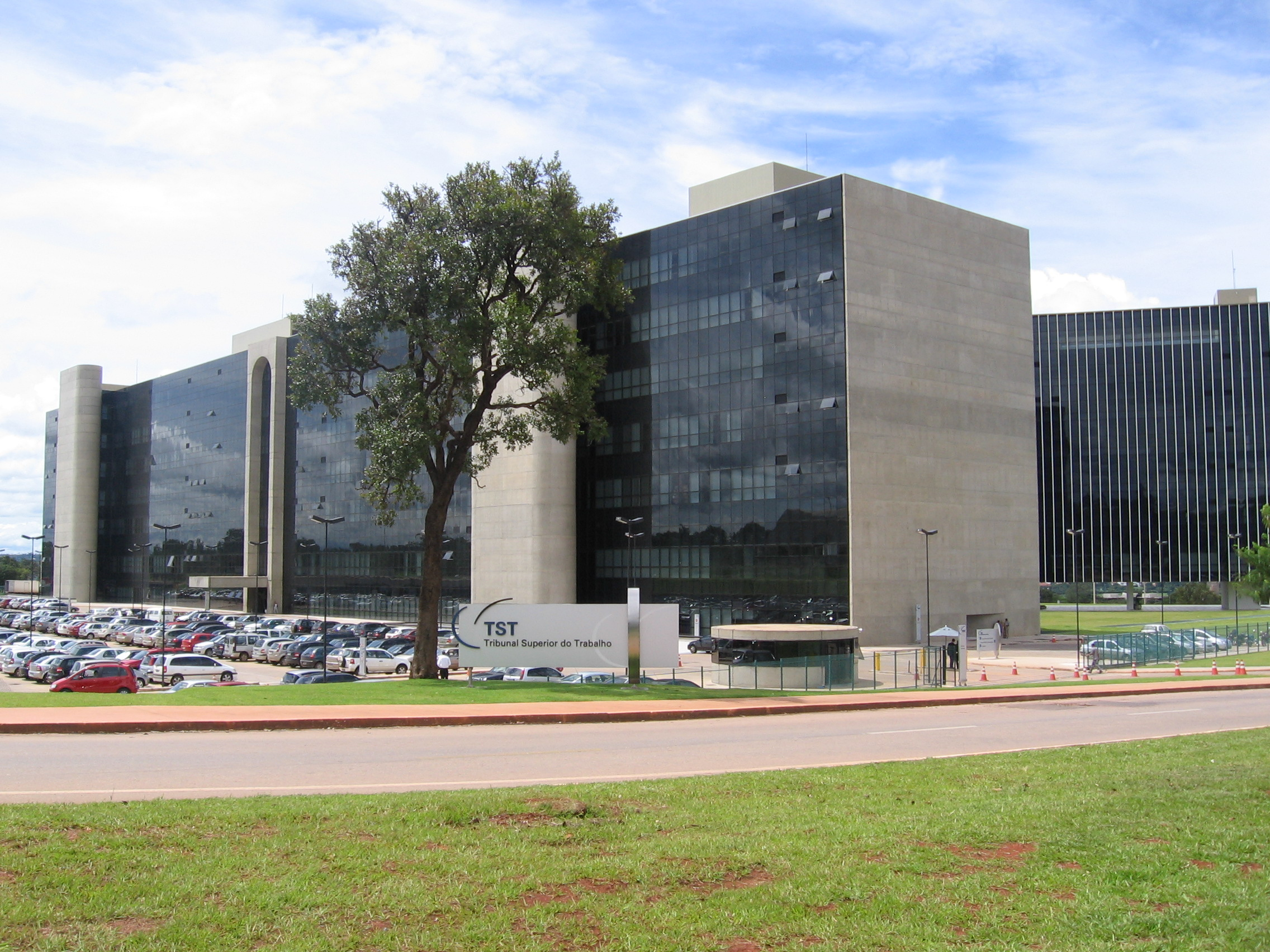
Sede do Tribunal Superior do Trabalho, em Brasília.

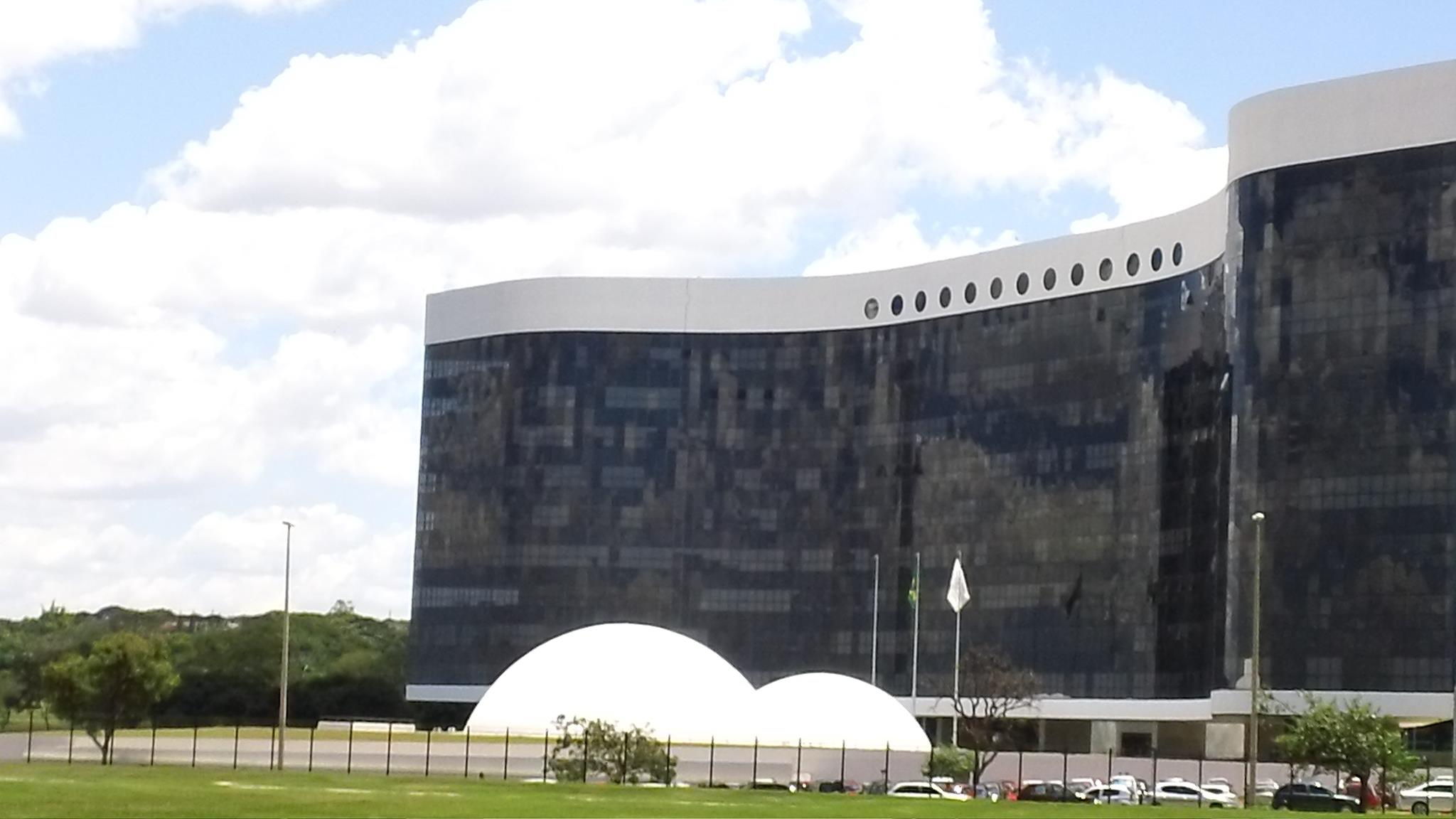
Sede do Tribunal Superior Eleitoral, em Brasília.

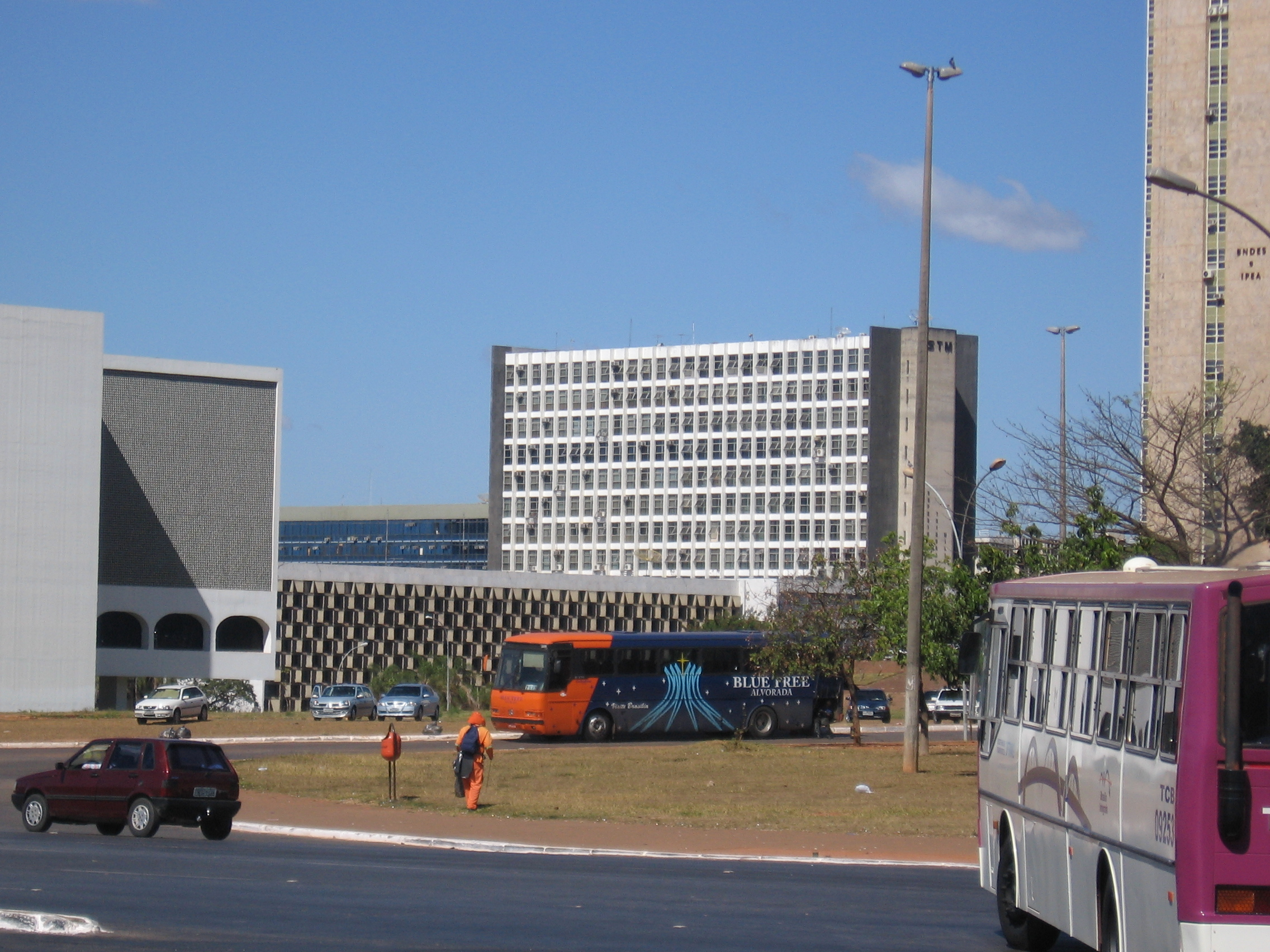
Sede do Superior Tribunal Militar, em Brasília.

O Tribunal Superior do Trabalho é formado por 27 ministros, designados dentre brasileiros com cerca de 35 anos e abaixo de 65, indicados pelo presidente do Brasil com anuência do Senado, sendo um quinto entre profissionais do Direito com cerca de 10 anos exercendo permanentemente a profissão e membros do Ministério Público do Trabalho com cerca de dez anos trabalhando permanentemente, obedecendo o que determina o artigo 94; e os outros entre juízes dos Tribunais Regionais do Trabalho, que vieram da magistratura da carreira, nomeados pelo mesmo Tribunal Superior.
"A lei criará varas da Justiça do Trabalho, podendo, nas comarcas não abrangidas por sua jurisdição, atribuí-la aos juízes de direito, com recurso para o respectivo Tribunal Regional do Trabalho." (artigo 112).
"A lei disporá sobre a competência do Tribunal Superior do Trabalho". (artigo 113).
"Funcionarão junto ao Tribunal Superior do Trabalho:" (artigo 111, parágrafo 2°).
"A Escola Nacional de Formação e Aperfeiçoamento de Magistrados do Trabalho, cabendo-lhe, dentre outras funções, regulamentar os cursos oficiais para o ingresso e promoção na carreira." (artigo 111, parágrafo 2°, inciso I).
"Conselho Superior da Justiça do Trabalho, cabendo-lhe exercer, na forma da lei, a supervisão administrativa, orçamentária, financeira e patrimonial da Justiça do Trabalho de primeiro e segundo graus, como órgão central do sistema, cujas decisões terão efeito vinculante." (artigo 111, parágrafo 2°, inciso II).
"Os Tribunais Regionais do Trabalho compõem-se de, no mínimo, sete juízes, recrutados, quando possível, na respectiva região, e nomeados pelo Presidente da República dentre brasileiros com mais de trinta e menos de sessenta e cinco anos, sendo um quinto dentre advogados com mais de dez anos de efetiva atividade profissional e membros do Ministério Público do Trabalho com mais de dez anos de efetivo exercício, observado o disposto no art. 94 e os demais, mediante promoção de juízes do trabalho por antiguidade e merecimento, alternadamente." (artigo 115, incisos I e II).
Incumbe à Justiça Eleitoral decidir sobre todas as questões ligadas à eleição em todas as suas características e resultados: ela supervisiona a regularidade legal dos partidos políticos, o cadastramento de eleitores, a condução e verificação da apuração das eleições, bem como a certificação dos eleitos; além disso, delibera sobre os delitos eleitorais e temas relacionados.
Suas instâncias, em ordem hierárquica, são juízes e Juntas Eleitorais, Tribunais Regionais Eleitorais (um em cada unidade federativa e no Distrito Federal) e a Tribunal Superior Eleitoral.
O Tribunal Superior Eleitoral constitui-se de, ao menos, sete juízes, cuja seleção segue o estabelecido no art. 119 da Carta Constitucional. Suas deliberações são inapeláveis, salvo se contrariarem a Constituição ou se recusarem habeas corpus, casos em que é admissível recurso ao Supremo Tribunal Federal.
Incumbem à Justiça Militar investigar e sentenciar os delitos militares determinados no ordenamento jurídico. A Justiça Militar possui como primeira instância os Tribunais e Juízes militares e, como entidade suprema, o Superior Tribunal Militar, constituído por quinze ministros, designados pelo presidente do Brasil, com anuência do Senado Federal. Dentre os juízes do Superior Tribunal Militar, dez são oficiais-generais da ativa das Forças Armadas (quatro do Exército, três da Marinha e três da Força Aérea) e os demais cinco são civis.

### Juízes federais

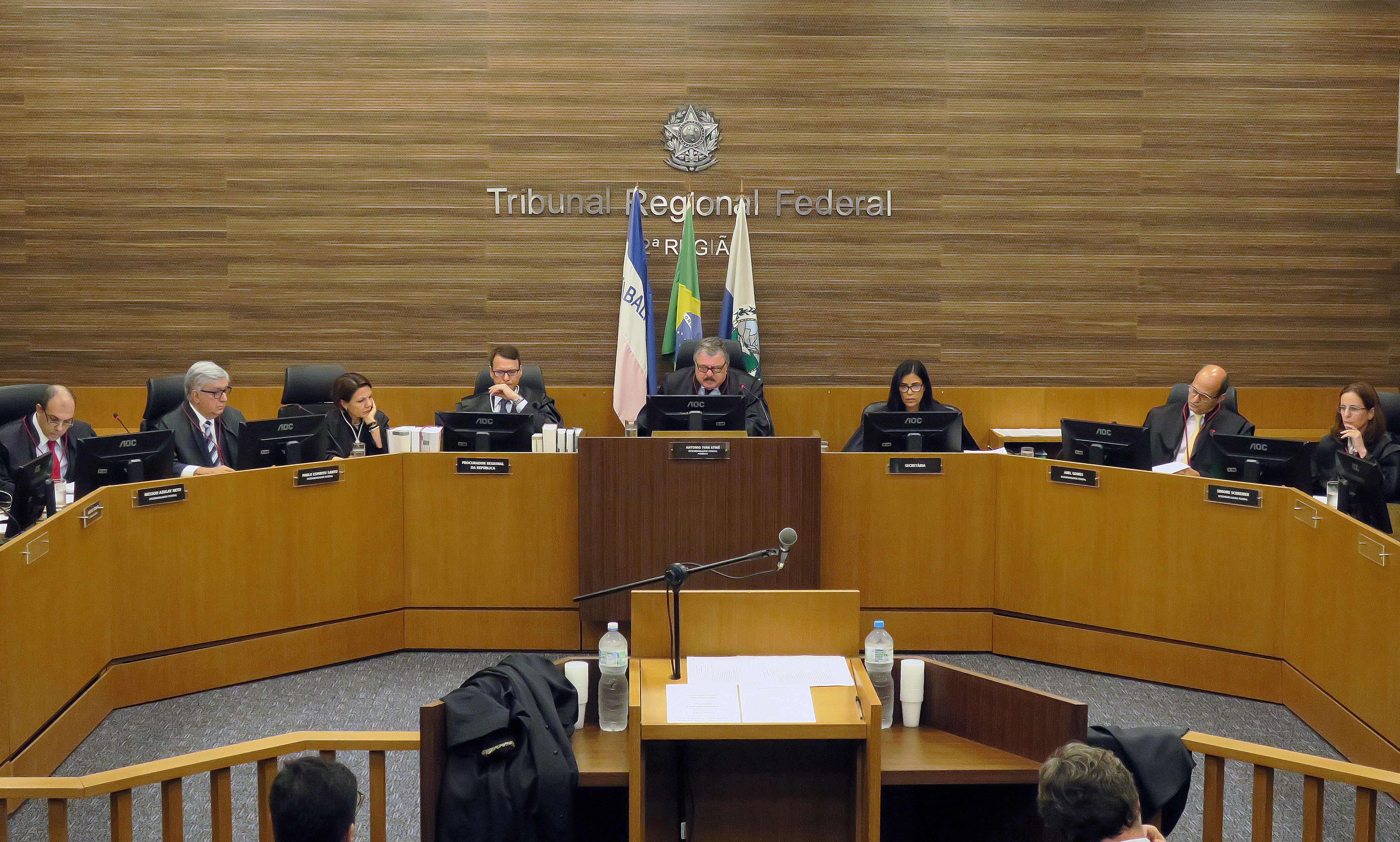
Uma sessão de julgamento no Tribunal Regional Federal da 2ª Região

Cada ente federativo, assim como o Distrito Federal, estabelecerá uma seção judiciária que possuirá por matriz a própria capital, com varas situadas conforme o previsto na legislação.
Aos juízes incumbe apreciar e decidir sobre diversas demandas, dentre as quais se destacam, por exemplo:
- os litígios nos quais a esfera federal, autarquia ou companhia estatal da União, estiverem envolvidas, excluindo aquelas referentes à bancarrota, aos acidentes de trabalho e as submetidas à Justiça Eleitoral e à Justiça do Trabalho;
- A prerrogativas de habeas corpus em assuntos penais de sua jurisdição;
- os mandados de segurança, os "habeas data" e os mandados de injunção em oposição a deliberações de autoridade da União, salvo em situações de jurisdição dos tribunais federais;
- Os delitos cometidos a bordo de embarcações ou aviões, salvo a atribuição da Justiça Militar;
- Os delitos de entrada ou estadia não autorizada de indivíduo estrangeiro.

## Poder Judiciário Estadual

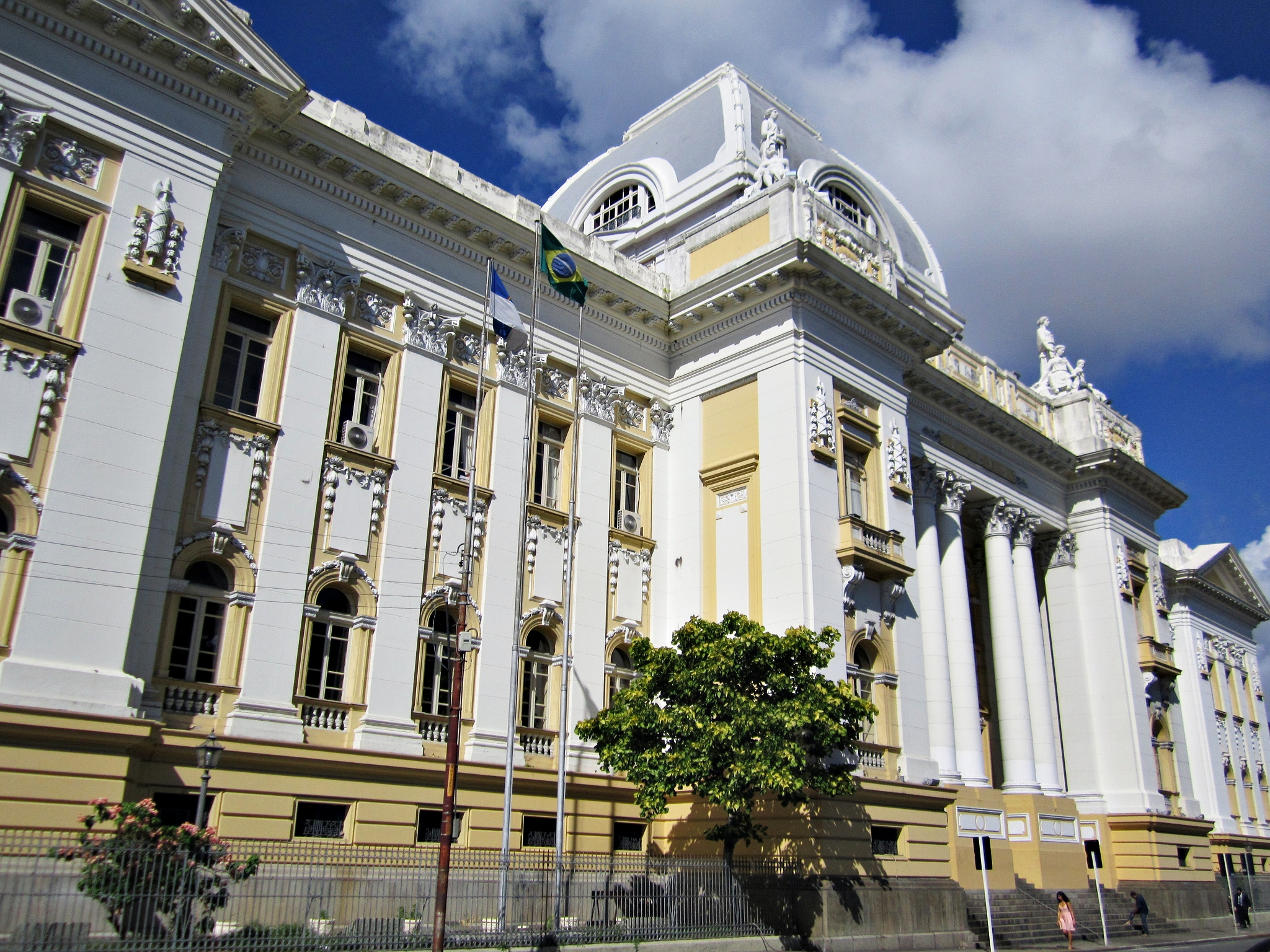
Sede do Tribunal de Justiça de Pernambuco, no Recife.

A organização da estrutura judiciária pode ser bastante distinta de um estado para outro. De maneira geral, segue-se o seguinte arranjo: em primeira instância, os juízes de direito, os Tribunais do Júri e, em temas de cunho militar, os Conselhos de Justiça Militar. Das determinações proferidas nestas sentenças, compete recurso aos órgãos superiores do poder judiciário das unidades federativas: Tribunal de Justiça, Tribunais de Alçada e Tribunais de Justiça Militar.
Consoante ao estipulado na carta magna, só poderão ser fundados os Tribunais de Justiça Militar nos estados em que o contingente da Polícia Militar ultrapassar a casa dos 20 mil membros.
Com as limitações habituais, os juízes dos estados desfrutam das mesmas garantias dos juízes da União: a segurança de permanecerem nos seus cargos por tempo indeterminado, a impossibilidade de serem transferidos ou removidos do cargo, e a garantia de que seus salários não podem ser reduzidos.
A eles também é vedado:
- Desempenhar demais tarefas de caráter público, à exceção de uma posição no ensino;
- Receber outros pagamentos ou gorjetas pelos procedimentos sujeitos à sua análise;
- Desempenhar funções político-partidárias.

A mais relevante entidade do Judiciário estadual é o Tribunal de Justiça; seus juízes detém a designação de desembargadores.

## Princípios e garantias da magistratura e prerrogativas dos juízes
O acesso à magistratura ocorre de diversas formas: no Supremo Tribunal Federal, e outras cortes superiores, o acesso é por nomeação. Na segunda instância existem vagas para membros oriundos do Ministério Público eleitos por seus pares, advogados bem conectados  indicados pela Ordem dos Advogados do Brasil, que são escolhidos após listas sêxtuplas encaminhadas à corte que recepcionará os novos magistrados, ou promoções de magistrados de carreira feitas pelos critérios de antiguidade e de merecimento. Na primeira instância é necessário que preste concurso público.
Para garantir a integridade dos magistrados em suas incumbências operacionais, a Constituição assegura aos juízes, com as limitações ali estabelecidas, esses privilégios:
1. vitaliciedade — Após dois anos de desempenho do posto, nos tribunais inferiores (de primeira instância), o juiz só pode ser exonerado de sua função por julgamento do próprio Judiciário.
  1. Para os casos de juízes de primeira instância, o magistrado é avaliado durante os primeiros dois anos de exercício do cargo. Caso seja aprovado, é considerado vitalício. Em caso de reprovação, o magistrado pode ser exonerado do cargo;
  2. Para os magistrados de instâncias superiores que assumiram em razão de nomeação, a vitaliciedade ocorre no momento da posse.
2. irredutibilidade de vencimentos — De maneira alguma (principalmente no contexto de mudança para outra instância judicial) os rendimentos do magistrado podem ser diminuídos.
3. inamovibilidade — O magistrado não pode ser deslocado exceto por razões de ascensão funcional ou de interesse coletivo, conforme a deliberação do próprio poder judiciário.

Por outro lado, os juízes estão sujeitos a essas proibições: desempenhar qualquer outra incumbência pública; conseguir qualquer vantagem, sob qualquer desculpa, pela atividade do juiz; e participar de realização político-partidária.

## Composição e competências
STF - Composição: 11 Ministros - Supremo Tribunal Federal – art. 101 (Const. Federal).
Competência para julgar:
Presidente da República;
Vice-Presidente da República;
Parlamentares do Congresso Nacional;
Ministros do STF;
Procurador-Geral da República (crimes comuns);
Ministros de Estado;
Comandantes da Marinha, Exército e Aeronáutica;
Membros dos Tribunais Superiores (STF, STJ, TST, TSE, STM);
Tribunal de Contas da União;
Chefes de missão diplomática permanente (crimes comuns e de responsabilidade).
STJ – 33 Ministros (no mínimo) - Superior Tribunal de Justiça – art. 104 (Const. Federal).
Competência para julgar:
Governadores dos Estados e do Distrito Federal (crimes comuns);
Membros dos Tribunais de Justiça dos Estados e do Distrito Federal;
Tribunais de Contas dos Estados e do Distrito Federal;
Tribunais Regionais Federais;
Tribunais Regionais Eleitorais;
Tribunais Regionais do Trabalho;
Tribunais de Contas dos Municípios;
Ministério Público da União (membros que trabalhem perante tribunais - crimes comuns e de responsabilidade).
TRF – 7 Juízes (no mínimo) - Tribunal Regional Federal – art. 106 (Const. Federal).
Competência para julgar:
Juízes federais em suas jurisdições (inclusive juízes militares e da Justiça do Trabalho);
Prefeitos (quando for matéria de interesse federal);
Deputados Estaduais (quando for matéria de interesse federal).
TJ – regulado pela constituição de cada estado. - Tribunal de Justiça
Competência para julgar:
Prefeitos (quando não for matéria de interesse federal);
Deputados Estaduais (crime comum); ART. 96 (Const. Federal) Juízes estaduais e do Distrito Federal e Territórios; membros do Ministério Público Estadual.

## Críticas
O Poder Judiciário brasileiro é adjetivado por grande parte da população como moroso e pouco eficiente. Esse fato pode ser explicado pela ineficiência dos serviços públicos prestados, o que leva a população a requerer judicialmente a prestação desses serviços, o desrespeito aos direitos básicos dos consumidores, que obriga o consumidor a requisitar a correta fruição desses direitos no judiciário, a pouca procura pela arbitragem privada, falhas na fiscalização de serviços públicos e privados pelo Poder Público, Agências Reguladoras e demais órgãos competentes. Dessa forma, o sistema não consegue dar vazão à grande quantidade de processos que recebe diariamente, o que gera um acúmulo de processos não julgados, alinhada a essa lógica, ou falta de lógica, o problema da morosidade se esbarra na legislação que permite um grande número de recursos, acarretando um longo período de tempo para analisar e julgar os processos.
A corrupção é outro ponto inaceitável do Judiciário brasileiro, na esfera estadual a corrupção é realmente uma agravante na impunidade de membros da elite, a situação é muito complicada nos estados mais pobres da federação, como por exemplo Maranhão e Pará.
Outro problema relevante ao Poder Judiciário brasileiro é o fato de que crimes são cometidos, mas o conjunto de trabalhos mal realizados, desde a perícia policial, passando pelo grande número de julgamentos em um curto período de tempo, o que compromete a qualidade do mesmo, à generosidade da legislação penal, que resulta em um índice elevado de impunidade, onde criminosos são presos, cumprem apenas pequena parte da pena estipulada (conforme previsto na legislação penal) e depois são devolvidos à sociedade sem estarem recuperados, face a ausência de politicas dos Executivos Federal e Estadual capazes de ressocializar o apenado e má administração do sistema pela Administração Pública.
Critica-se, também, que, apesar da implantação do processo eletrônico no Brasil, continuam os problemas de morosidade . O Brasil tem o 30º Judiciário mais lento entre 133 países, segundo o Banco Mundial. Contudo, segundo relatório do Conselho Nacional de Justiça, o Brasil tem os juízes mais produtivos do mundo quando comparados com os juízes. Ademais a demanda por magistrado é infinitamente maior que qualquer outro país, em razão dos problemas já esboçados na introdução dessa seção. Necessário destacar que o Brasil é um país continental, cujos estados da federação sozinhos são maiores que grande parte dos países europeus; um exemplo disso é o Estado Maranhão que é maior que a Itália; outro caso é o Rio de Janeiro, maior que a Dinamarca.
Outra questão importante é a punição para juízes infratores. A perda do cargo do juiz vitalício ocorre na hipótese de condenação em ação penal por crime comum ou de responsabilidade, exercício de outra função (salvo a de professor), recebimento de valores em processos, e exercício de atividade político-partidária; a Lei Orgânica da Magistratura prevê também as penalidades de advertência, censura, remoção compulsória, disponibilidade com proventos proporcionais, e aposentadoria compulsória com proventos proporcionais. Não existe a figura da aposentadoria compulsória com proventos integrais como forma de punição ao magistrado.
No Brasil, um juiz vitalício só pode perder o cargo depois que for condenado e a sentença transitar em julgado – ou seja, quando se esgotarem todos os recursos. O Brasil foi classificado em 2015 no Índice de acesso a Justiça do World Justice Project na 46ª colocação. Nessa direção, é preciso enfrentar os obstáculos do acesso ao Judiciário pela população mais pobre, com a ampliação das defensorias públicas e sua interiorização, diminuição de custas processuais e etc.

### Perfil da Magistratura
O perfil do magistrado brasileiro é bem definido, de acordo com a pesquisa realizada pelo Departamento de Pesquisas Judiciarias, órgão que compõe o Conselho Nacional de Justiça (CNJ). Nesse viés, o Censo dos Magistrados, realizado em 2014 (no qual do total de 16.812 magistrados, 10.796 foram entrevistados) demonstrou que 64% são homens. Desse modo, a participação masculina aumenta conforme sobe a idade dos juízes, já a feminina é maior em menores faixas etárias, isso pode ser explicado pela novidade que é o protagonismo feminino no mercado de trabalho. A idade média da magistratura é de 44,7 anos, sendo que as mulheres têm, em geral, 43,2 e os homens 45,6. 78,4% são casados ou vivem em união estável heterossexual
Ainda segundo o CNJ, a cor/raça declarada é predominantemente branca (82,8%). Pardos, amarelos, pretos e indígenas dividem o restante, de forma decrescente, respectivamente. Essa é uma característica histórica, 88,8% dos magistrados aposentados são brancos e só 9,6% são pardos.
Do total de entrevistados, menos de 90 magistrados declaram apresentar alguma deficiência. Convém destacar, que há vagas destinadas a deficientes físicos em todos os concursos públicos no Brasil, bem como, garantias de acesso aos certames, com atendimento preferencial inclusive.
Para Paulo Teixeira, o coordenador do Censo no período em que a pesquisa foi realizada, trata-se da primeira pesquisa aberta aos magistrados de todo o país. “Os resultados são alvissareiros, mesmo comparando-os a pesquisas realizadas nos Estados Unidos da América, Inglaterra e Canadá. A diferença é que, nesses países, as pesquisas são periódicas e realizadas há muitos anos”. Sendo assim, constata que são poucas as pesquisas voltadas para o estudo do perfil do magistrado brasileiro, sendo o Censo do Poder Judiciário a primeira a fazê-lo, assim, há a possibilidade de relacionar seus resultados as possíveis falhas de atuação do poder judiciário. Segundo o desembargador de Santa Catarina, Rodrigo Collaço, responsável pela apresentação da pesquisa que resultou no livro “Magistrados: uma imagem em movimento”, a Constituição de 88 deu maior protagonismo ao judiciário no cenário do país, o que demandou uma postura mais humanista por parte dos magistrados, deixando de exercer apenas a letra da lei, e agindo agora de maneira mais proativa, de forma a entender a realidade brasileira e defendendo o interesse das coletividades.
 De acordo com Maria Tereza Sadek, que atuou juntamente com Rodrigo Collaço como idealizadora do livro Magistrados: Uma Imagem em Movimento, “poucos personagens sofreram tantas modificações quanto os magistrados”, ao estudar a nova forma de atuação do judiciário, que hoje trabalha de forma mais plural, e não mais age apenas da forma tradicional e estática. Um estudo realizado pela professora com o apoio de Fernão Dias de Lima demonstrou que o sistema judiciário é tido como ineficiente, devido à morosidade e à estrutura funcional. Há também críticas relacionadas à visão que o cidadão tem quanto à legislação, considerando-a arcaica e a justiça morosa, o sistema apresenta excessos de recursos e falta de estrutura, dificultando o acesso à justiça e impedindo que haja desenvolvimento do país.
Segundo Rodrigo Collaço, no livro de Maria Tereza Sadek, os magistrados brasileiros são vistos pelo senso comum como pessoas que detém o poder e se distanciam da realidade social vivida pelo cidadão comum, bem como praticam o nepotismo no Judiciário. Entretanto, a realidade demonstra que a maior parte dos juízes está preocupada tanto com as questões sociais quanto com a falta de democracia na Justiça brasileira. Sendo que 9,9% dos Juízes caracterizaram de forma positiva a agilidade no Judiciário brasileiro. Além do mais, 60% da magistratura avalia negativamente a atuação do Executivo. Dessa forma, creditam à Constituição de 1988 a realidade social vivenciada hoje, a qual se visualiza uma população sem seus direitos garantidos e em crise social. O Judiciário afirma que deve haver transparência na Justiça  sendo que 89,9% ratifica o monopólio sobre a prestação jurisdicional, restringindo a arbitragem aos detentores do poder.
Nesse sentido, há críticas quanto ao perfil dos magistrados, alegando, por exemplo, que é difícil julgar casos de racismo, reintegração de posse, falta de moradia, sendo que, a predominante parcela de juízes é de cor branca e provém da classe média ou alta do país, depreende-se, portanto, que não sofreram preconceito racial e que nunca perderam partes ou por completo suas terras de uso coletivo. Como é ressaltado pela Professora da Unicuritiba, Heloísa Camara, que demonstra a necessidade de maior empatia nas decisões judiciais. “Para quem ganha R$ 4 mil de auxílio moradia é muito difícil se colocar no lugar de quem não tem casa”, afirma. Ela defende que são colocadas ações individuais em foco e deixado de lado questões coletivas, como casos de ocupações de terra. De outra sorte, casos de racismo e injúria racial estão positivados em lei, cabendo ao magistrado tão somente a aplicação. Os casos de falta de moradia, são resultados da ausência de ações públicas eficientes, falta de acesso ao mercado de trabalho, e problemas quanto a legitimidade da propriedade, afinal, não pode o magistrado destituir o legitimo dono em favor daquele que não possui, pois essa propriedade não lhe pertence.
Há outro problema vinculado ao perfil dos magistrados brasileiros, que impede o acesso à justiça ou pelo menos, o dificulta. São as elites jurídicas, que, segundo Bordieu, resultam da combinação de capitais econômicos, culturais, e dos capitais próprios da área jurídica.  Nesse capital está incluindo a influência das heranças familiares, que acaba perpetuando o domínio de um pequeno grupo de juristas, fato que pode ser alterado através da inclusão de novas classes nesse campo através do sistema escolar, que passam a disputar com diferentes indivíduos de distintas classes, o que não pode ser fácil, posto que, filhos da elite estão disparadamente a frente de indivíduos que descendem de classes baixas e não tiveram acesso ao um capital cultural valorizado no direito. Um importante instrumento para um indivíduo que cresce fora do campo privilegiado é o acesso a um diploma em renomada instituição de ensino superior, constituindo um capital que permitirá ascensão, não tendo mais a necessidade de influência de grupo familiar ou capital herdado.
Os dados levantados pela obra Corpo e Alma da Magistratura Brasileira, de Luiz Werneck Vianna, acerca da influência da condição social dos indivíduos ao longo de sua construção acadêmica e após sua formação, também demonstram essa disparidade: no intervalo entre graduação e ingresso na carreira de magistrado 66,9% dos juízes filhos de pai com curso superior ingressam na carreira até cinco anos após a graduação. Apenas 31,1% dos juízes filhos de pai de posição social inferior ingressam no curso de Direito com até 20 anos. 70,3% dos juízes filhos de pai de posição social superior ingressam no curso de Direito até os 20 anos (VIANNA, Luiz Werneck, 1977, 334p.), o que demonstra que não é fácil preparar qualquer um para a ascensão deste cargo.

### Eficiência do Judiciário
O Poder Judiciário brasileiro enfrenta problemas como a enorme quantidade de processos em tramitação, onde para cada dois habitantes há um processo. Entre 2009 e 2016, os processos aumentaram 31%, sem apresentação de tendência de redução futura. A maior parte do gasto com pessoal é destinado ao corpo de servidores, assessores, terceirizados, cedidos e afins, não aos magistrados propriamente ditos. Embora os magistrados sejam individualmente responsáveis por mais casos novos por ano no Brasil do que em outras países do mundo, recebem o auxílio de uma força de trabalho significativamente maior para tanto.
Destinado ao orçamento de todos os ramos da justiça, entre 2009 e 2012, o gasto oscilou entre 1,35% e 1,48% do PIB (incluindo os gastos dos tribunais, do Ministério Público, da Defensoria Pública e da Advocacia Geral da União), constituindo mais do que o triplo da despesa de países como a Espanha, Alemanha, Portugal e Itália, a maior parte para cobrir as folhas de pagamento. Contudo, conforme exposto em seção anterior, o quantitativo de processos nos países europeus é infinitamente menor que o do Brasil, bem como, a população desses países, a qualidade das políticas públicas, condições socioeconômicas. Ademais a produtividade dos magistrados brasileiros é bastante alta, o que evidencia que a raiz do problema não pode ser reduzida a gastos.
O congestionamento dentro do sistema judiciário é alto: o total de processos que entram é bem maior do que a quantidade que sai. As causas da morosidade são diversas. Segundo Maria Tereza Sadek, a legislação é uma delas, que faz com que um processo possa percorrer um longo caminho para chegar à sua conclusão, podendo passar por tribunal de primeiro grau, tribunal local, tribunais superiores e o Supremo Tribunal Federal. Há também uma repetitividade de causas, uma vez que há muita relutância em agregar jurisprudência e julgar ações em classe. O excesso de formalismo é outro motivo da demora de se chegar a uma decisão, pois o processo se torna difícil de compreender.
Ainda de acordo com a professora Sadek, a lentidão dos processos prejudica a imagem do Poder Judiciário e diminui a confiança que nele é depositada pelo povo. Há inclusive um impacto econômico, pois esse arrasto afeta a atratividade do país para investidores. Para melhorar a eficiência desse poder, não adianta apenas aumentar o número de magistrados. Melhorias de infraestrutura e gerenciamento provocariam aumento de produtividade dos juízes e suas equipes. Alterar os currículos das escolas de direito para não perpetuar os fatores de lentidão dos processos também seria uma forma de diminuir a morosidade, implementando a cultura da busca a adoção de meios alternativos de resolução dos problemas visando a mediação o acordo para evitar o acúmulo de processos. Somente entre 2014 e 2016, o aumento das práticas conciliatórias economizou 506 milhões de reais aos cofres públicos.
Por fim, apesar de todo o exposto, o Índice de Confiança na Justiça no Brasil – ICJBrasil, que retrata sistematicamente a confiança da população no Poder Judiciário, demonstra a superioridade desse em relação aos outros poderes: Executivo e Legislativo. Um exemplo disso, é a maior confiança da população no Supremo Tribunal Federal que no Congresso e a credibilidade dos juízes frente a outros agentes públicos.

## Principais leis
Segue a lista das principais leis em vigor do Brasil.
- Constituição Federal (1988)
- Lei Orgânica da Magistratura Nacional (LOMAN - Lei Complementar 35, de 14 de março de 1979 - http://www.planalto.gov.br/ccivil_03/leis/lcp/lcp35.htm)
- Lei de introdução às normas do direito brasileiro (4 de setembro de 1942)
- Código Civil (10 de janeiro de 2002)
- Código Comercial (25 de junho de 1850)
- Código Penal (7 de dezembro de 1940)
- Código Penal Militar (21 de outubro de 1969)
- Código Eleitoral (15 de julho de 1965)
- Código Tributário Nacional (25 de outubro de 1966)
- Consolidação das Leis do Trabalho (1 de maio de 1943)
- Código de Defesa do Consumidor (11 de setembro de 1990)
- Código de Processo Civil (16 de março de 2015)
- Código de Processo Penal (3 de outubro de 1941)
- Estatuto da Criança e do Adolescente (13 de julho de 1990)